# Tesla RVIG

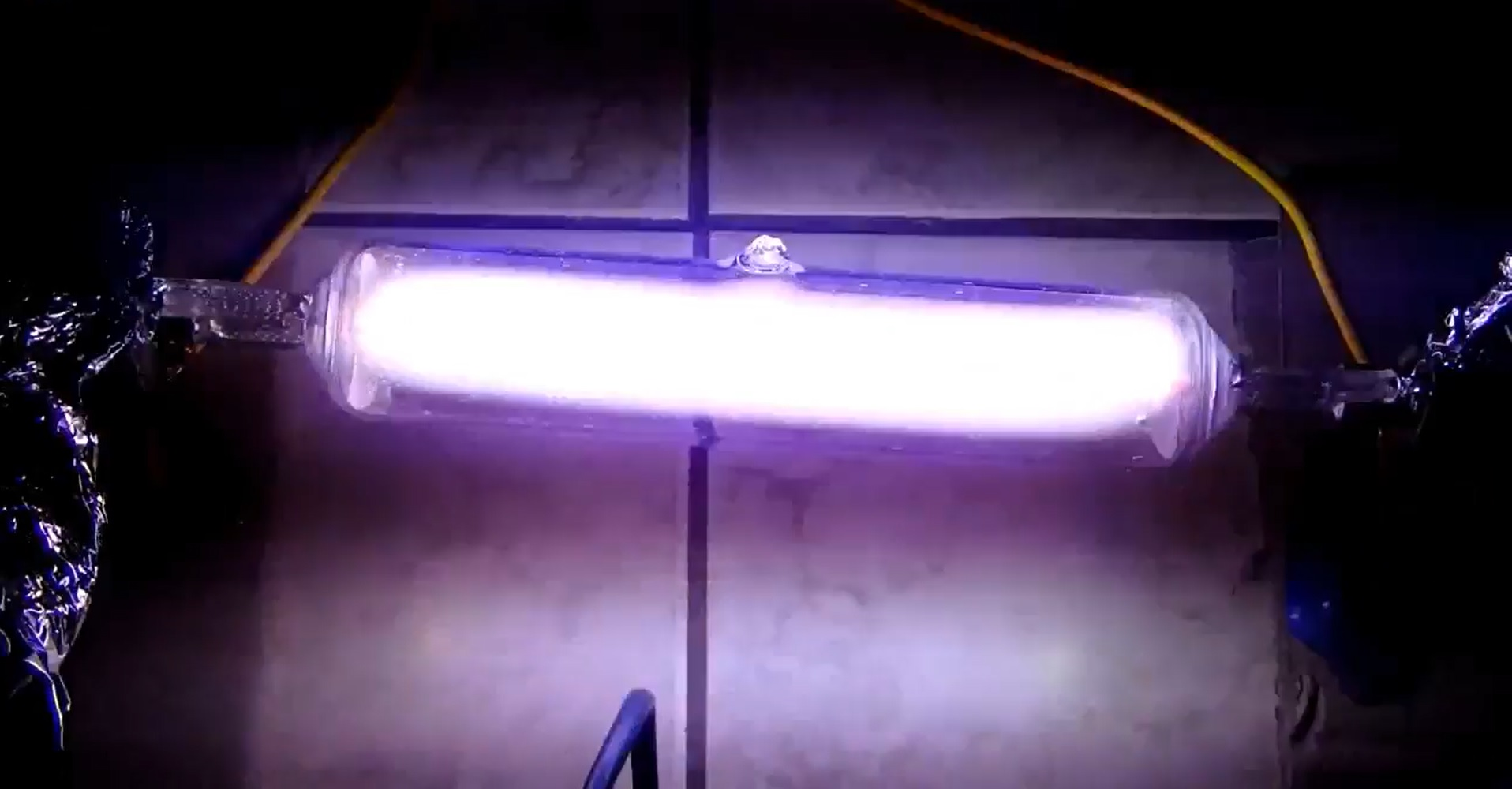
Výbojka Tesla RVIG v provozu

Tesla RVIG je výkonová metalhalogenidová UV výbojka vyráběná společností Tesla v letech 1980–1995, v letech 1995–2005 pak výrobu po zániku společnosti Tesla převzala společnost Teslamp. Vyráběna byla pouze v jediné wattáži a to 3500 W, jež je provozována na mezifázovém napětí 380 V. Výbojka je určena pro polygrafický průmysl.

## Základní technické informace
Výbojka je vyrobena ze speciálního křemičitého skla. Jedná se o samostatný hořák bez jakékoliv baňky, jelikož tato by filtrovala intenzivní UVB záření, jež výbojka produkuje. Elektrody umístěné na obou koncích výbojky jsou vyrobeny z wolframu a během provozu se zahřívají na tepoty až 1000 °C. Co se týče náplně výbojky, jako plyn, v němž hoří výboj při rozběhu je použit čistý argon. Dále výbojka obsahuje kapku rtuti a iodid galia, jež ovlivňuje emisní spektrum. Rozběh výbojky trvá přibližně 7 minut, světelný tok v celém spektru při plném výkonu je přibližně 350 000 lumenů. Životnost výbojky je kolem 400 hodin.

## Provoz v polygrafických přístrojích
Výbojka je navržena na provoz na speciální tlumivce, jež se skládá ze dvou oddělených tlumivek. V základním nastavení je zapojena pouze první tlumivka, jež výbojku drží na výkonu 2000 W. Při vlastní expozici se pak paralelně k první vřadí druhá, čímž výkon stoupne na 3500 W. Po dokončení expozice je výkon znovu snížen na 2 kW odpojením paralelní tlumivky. Výbojka musí být provozována výhradně v k tomu určených svítidlech, jelikož je citlivá na teplotu zátavu elektrod do skleněné baňky, ta nesmí překročit 350 °C, jinak hrozí prasknutí zátavu a případná exploze v důsledku velmi vysokého tlaku v baňce běžící výbojky.